# 동물원 (영화)
《동물원》(영어: A Zed & Two Noughts)은 영국과 네덜란드에서 제작된 피터 그리너웨이 감독의 1985년 코미디 드라마 영화이다. 앙드레아 페레올 등이 출연하였고, 케이스 카산더르 등이 제작에 참여하였다.
부산 국제 영화제 출품 제목은 하나의 Z와 두 개의 0이다.

## 출연진
- 앙드레아 페레올
- 브라이언 디컨
- 에릭 디컨
- 프랜시스 바버
- 조스 애클런드
- 헤라르트 톨런
- 켄 캠벨
- 볼프 칼러
- 제프리 파머
- 데이비드 애튼버러

## 기타 제작진
- 배역: 샤론 하워드필드
- 미술: 벤 판오스, 얀 룰프스